# Phenomenon (singolo Thousand Foot Krutch)
Phenomenon è un singolo del gruppo canadese Thousand Foot Krutch, il primo estratto nel 2004 dall'album omonimo.

## Formazione
- Trevor McNevan - voce
- Steve Augustine - batteria
- Joel Bruyere - basso